# Slivnice
Slivnice (koristi se i naziv Slijevnice) su naseljeno mjesto u općini Kakanj, Federacija Bosne i Hercegovine, BiH.

## Stanovništvo

### 1991.
Nacionalni sastav stanovništva 1991. godine, bio je sljedeći:
ukupno: 453
- Muslimani – 316
- Hrvati – 26
- Srbi – 62
- Jugoslaveni – 40
- ostali, neopredijeljeni i nepoznato – 9

### 2013.
Nacionalni sastav stanovništva 2013. godine, bio je sljedeći:
ukupno: 386
- Bošnjaci – 381
- ostali, neopredijeljeni i nepoznato – 5